# Haukkasaari (ö i Finland, Birkaland, Övre Birkaland, lat 62,33, long 23,69)
Haukkasaari är en ö i Finland. Den ligger i sjön Toisvesi och i kommunen Virdois i den ekonomiska regionen  Övre Birkalands ekonomiska region  och landskapet Birkaland, i den sydvästra delen av landet, 250 km norr om huvudstaden Helsingfors. Öns area är 7,4 hektar och dess största längd är 470 meter i nord-sydlig riktning.